# Olympic Decathlon
Olympic Decathlon est un jeu vidéo de sport développé par Timothy W. Smith et publié par Microsoft en 1980 sur TRS-80 avant d’être porté sur Apple II puis sur IBM PC. Le jeu simule les deux jours et les dix épreuves d’un décathlon : 100 mètres, 400 mètres, 110 mètres haies, 1 500 mètres, saut en longueur, saut en hauteur, saut à la perche, lancer du poids, lancer du disque et lancer du javelot. Deux entre eux – le lancer de poids et le 110 mètres haie – se joue à l’aide du paddle et les huit autres avec le clavier. Le jeu propose un mode entrainement qui permet de se familiariser avec les différentes épreuves avant de se lancer dans la compétition, qui peut opposer jusqu’à six joueurs. Les joueurs peuvent alors comparer leurs performances avec record du monde de l’époque, établi par Bruce Jenner aux jeux olympiques d'été de 1976. Le jeu est notamment élu meilleur jeu de l’année par le magazine Creative Computing lors du West Coast Computer Fair de 1980.